# (1187) Afra
(1187) Afra es un asteroide perteneciente al cinturón de asteroides descubierto por Karl Wilhelm Reinmuth desde el observatorio de Heidelberg-Königstuhl, Alemania, el 6 de diciembre de 1929.

## Designación y nombre
Afra recibió inicialmente la designación de 1929 XC.
Se desconoce la razón del nombre.

## Características orbitales
Afra orbita a una distancia media de 2,641 ua del Sol, pudiendo alejarse hasta 3,225 ua y acercarse hasta 2,057 ua. Tiene una inclinación orbital de 10,72° y una excentricidad de 0,221. Emplea en completar una órbita alrededor del Sol 1568 días.